# Kråkesunds gap (fotografi)
Kråkesunds gap är namnet på ett fotografi av haveristen M/T Crudo av Donsö vid fyren Kråksundsgap södra på Bråtön.
Fotografiet togs den 7 februari 1973 av pressfotografen för Göteborgs-Posten Curt Warås från taket till tullkryssaren TV 254. Det skedde samma dag som tankfartyget M/T Crudo av Donsö tidigt på morgonen hade förlist i det 0,1 sjömil breda gattet Kråksundsgap på väg utifrån öppna havet på farleden mellan Marstrand och Lysekil.
Curt Warås fick information om förlisningen i sin mobiltelefon och fick medfölja Kustbevakningens tullkryssare TV 254 från Hälleviksstrand. När båten kom till Kråkesunds gap, hade Crudo av Donsö blåst upp på klipporna på Bråtö och stod upprätt på land nära fyren.
Bilden är en av de mest sålda pressbilderna i Sverige.